# Lisa Huber
Lisa Huber (* 1959 in Afritz am See) ist eine bildende Künstlerin.

## Leben und Wirken
Lisa Huber lebt und arbeitet in Berlin, Wien und Villach. Nach dem Besuch der Kunstgewerbeschule, Klasse Malerei von 1979 bis 1981 in Graz, studierte sie von zwischen 1981 und 1982  Bildhauerei bei Josef Pillhofer in Graz. Nach dem Besuch der Hochschule für Angewandte Kunst von 1982 bis 1988 in Wien war sie Meisterschülerin bei Adolf Frohner. Sie erhielt ein DAAD-Stipendium bei Georg Baselitz  an der Hochschule der Künste in Berlin. 1997 absolvierte Lisa Huber noch einen 6-monatigen Aufenthalt in der Cité des Arts in Paris.

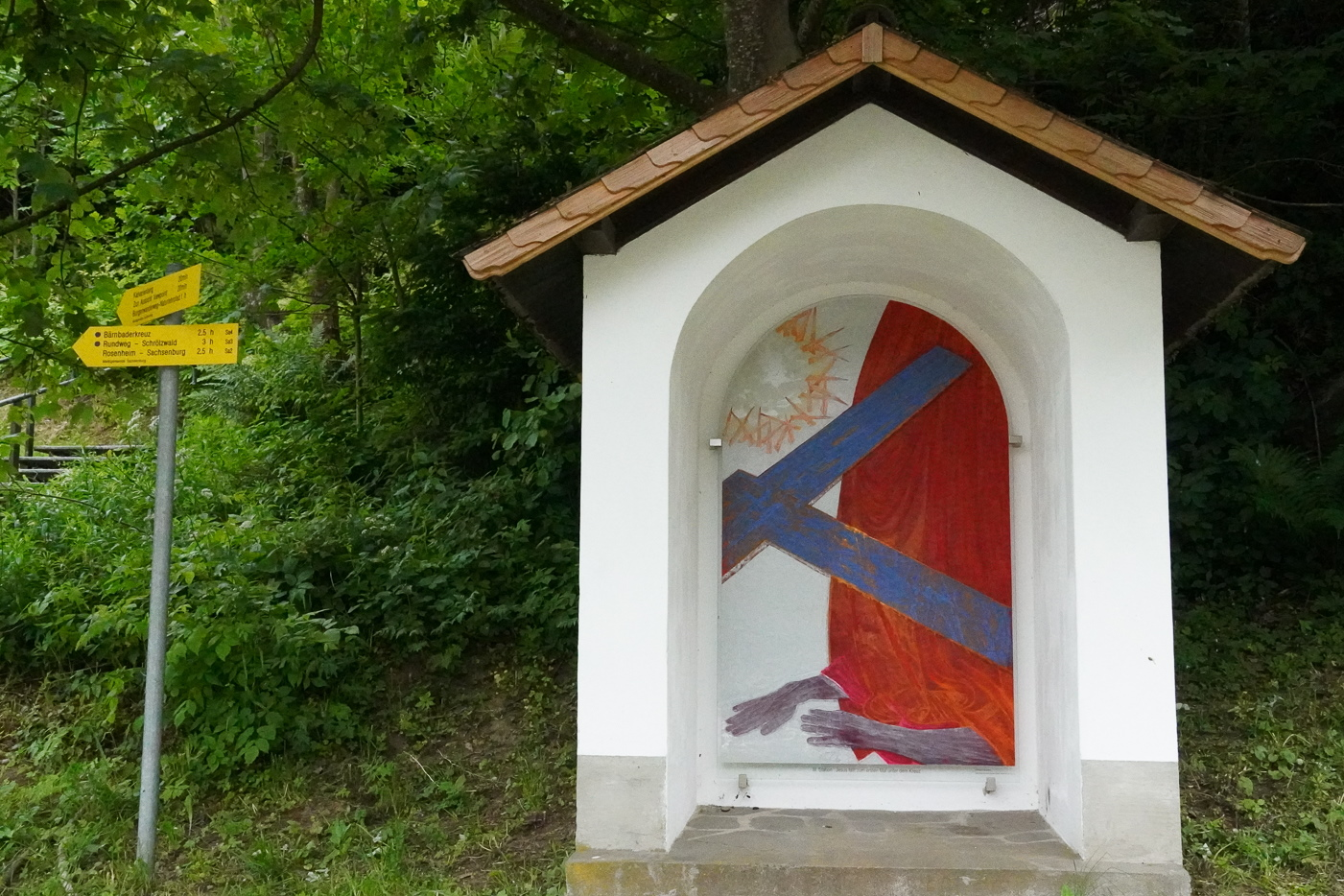
Kalvarienbergkapelle Sachsenburg

## Auszeichnungen
- 1996 Bauholding Kunstpreis (Sonderpreis)
- 1999 Österreichischen Graphikpreis des Landes Tirol: 1. Preis Erwin Ringel Kunstpreis,  1. Preis Kunstförderpreis des Landes Kärnten.
- 2017 Kulturpreis der Stadt Villach